# Ohlerath
Ohlerath ist ein Stadtteil von Bad Münstereifel im Kreis Euskirchen, Nordrhein-Westfalen und gehört zur Dörfergemeinschaft und ehemals eigenständigen Gemeinde Mutscheid.

## Lage
Der Ort liegt südlich der Kernstadt von Bad Münstereifel. Durch den Ort verläuft die Kreisstraße 55, am westlichen Ortsrand die Landesstraße 165. Im Südwesten fließt der Brömmersbach und im Osten der Buchholzbach, die beide südlich von Ohlerath in den Armuthsbach münden.

## Geschichte
Ohlerath gehörte zur eigenständigen Gemeinde Mutscheid, bis diese am 1. Juli 1969 nach Bad Münstereifel eingemeindet wurde.

## Kapelle St. Quirinus
Die Kapelle St. Quirinus ist ein im Kern spätgotischer Bau aus dem 16. Jahrhundert. Ihr ging wohl ein älteres Gotteshaus voraus, dessen Glocke aus dem Jahr 1412 erhalten ist.

## Infrastruktur und Verkehr
Die Grundschulkinder werden zur katholischen Grundschule St. Helena nach Mutscheid gebracht. 
Die VRS-Buslinie 822 der RVK verbindet den Ort mit Bad Münstereifel und weiteren Nachbarorten, überwiegend als TaxiBusPlus im Bedarfsverkehr.
| Linie | Verlauf |
| ----- | --- |
| 822   | MiKE (außer im Schülerverkehr): (Bad Münstereifel Gewerbegeb./Ärzteh. →/ Rathaus ←) Bad Münstereifel Bf – Eifelbad – Eicherscheid – Langscheid / Vollmert – Schönau – (Mahlberg ←) Wasserscheide – Esch – Honerath – Berresheim – Hardtbrücke – Ellesheim – Mutscheid – Nitterscheid – Sasserath – Hilterscheid – Ohlerath (– Rupperath / Wershofen) |